# فينس بريجانتي
فينس بريجانتي هو لاعب كرة قدم ومدرب كرة قدم بلجيكي، ولد في 5 يناير 1947 في تيرني في إيطاليا. لعب مع نادي جينك.